# (4046) Swain
(4046) Swain es un asteroide perteneciente al cinturón de asteroides, descubierto el 7 de octubre de 1953 por el equipo de la Universidad de Indiana desde el Observatorio Goethe Link, Brooklyn (Estados Unidos).

## Designación y nombre
Designado provisionalmente como 1953 TV. Fue nombrado Swain en honor al biólogo y matemático estadounidense Joseph Swain.